# Каштаново (Полесский район)
Каштаново — посёлок в Полесском муниципальном округе Калининградской области.

## География
Находится в северной части Калининградской области, в зоне хвойно-широколиственных лесов, на левом берегу реки Долгой, при автодороге 27А-145, на расстоянии примерно 27 километров (по прямой) к востоку от города Полесска, административного центра района. Абсолютная высота — 12 метров над уровнем моря.

### Климат
Климат характеризуется как переходный от морского к умеренно континентальному. Среднегодовая температура воздуха — 7,2 °C. Средняя температура воздуха самого холодного месяца (января) — −5 — −2 °C (абсолютный минимум — −35 °C); самого тёплого месяца (июля) — 22,4 °C (абсолютный максимум — 37 °C). Продолжительность периода активной вегетации растений составляет около 135—150 дней. Годовое количество атмосферных осадков — 700—900 мм, из которых большая часть выпадает в тёплый период.

### Часовой пояс
Посёлок Каштаново как и вся Калининградская область, находится в часовой зоне МСК−1. Смещение применяемого времени относительно UTC составляет +2:00.

## История
До 1938 года носил название Шмильгинен (нем. Schmilgienen). В период с 1938 по 1947 годы назывался Корнфельде (нем. Kornfelde). В период с 2008 по 2017 годы Каштаново входило в состав Залесовского сельского поселения Полесского района, с 2017 по 2022 годы — в состав Полесского городского округа.

## Население
| 2002 | 2010 |
| ---- | ---- |
| 104  | ↘83  |

### Национальный состав
Согласно результатам переписи 2002 года, в национальной структуре населения русские составляли 72 %.